# Cezary z Terraciny
Cezary z Terraciny (łac. Caesarius Diaconus) – żyjący w II w. diakon i męczennik pochodzenia afrykańskiego, który za to, że nie wyparł się chrześcijaństwa, został utopiony w morzu za panowania cesarza Trajana.

## Świętość
Święty Cezary zginął śmiercią męczeńską z powodu potępienia pogańskiego zwyczaju skoków do wody na cześć Apollina. Umieszczono go w więzieniu a następnie skazano na śmierć poprzez zaszycie w worku i utopienie w morzu. Według przekazów ciało wypłynęło na brzeg i zostało złożone w grobowcu.
Kult świętego sięga IV wieku, kiedy to cesarz Walentynian doznał uzdrowienia w Sanktuarium w Terracinie (w regionie Lacjum we Włoszech) i zdecydował o przeniesieniu relikwii do Rzymu. W 444 roku Galla Palacida złożyła świadectwo cudu o uzdrowieniu z opętania. Święty Cezary z Terraciny, diakon i męczennik, jest patronem porodów wykonanych przez cięcie cesarskie.

## Wspomnienie liturgiczne
Jego wspomnienie przypada na dzień 1 listopada.

## Kościoły noszące wezwanie św. Cezarego z Terraciny
Kościołem noszącym imię św. Cezarego z Terraciny jest San Cesareo in Palatio, położony przy Via Appia, gdzie przechowywane są relikwie świętego. Był między innymi kościołem tytularnym dla arcybiskupów kardynałów Karola Wojtyły (późniejszego papieża Jana Pawła II) oraz Andrzeja Deskura.

## Ilustracje życia św. Cezarego z Terraciny

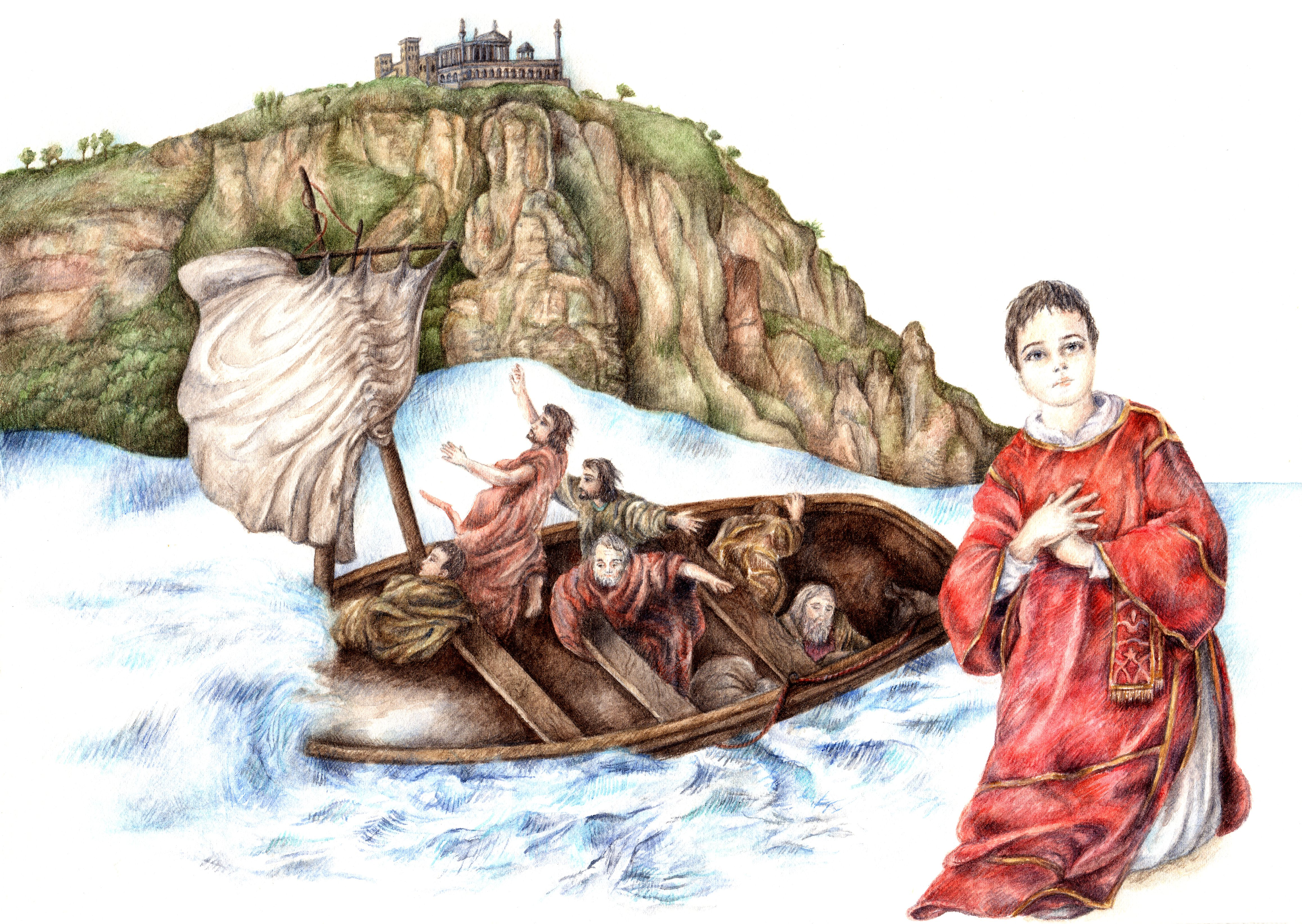
Święty Cezary Diakon ratujący rozbitków z Terraciny.
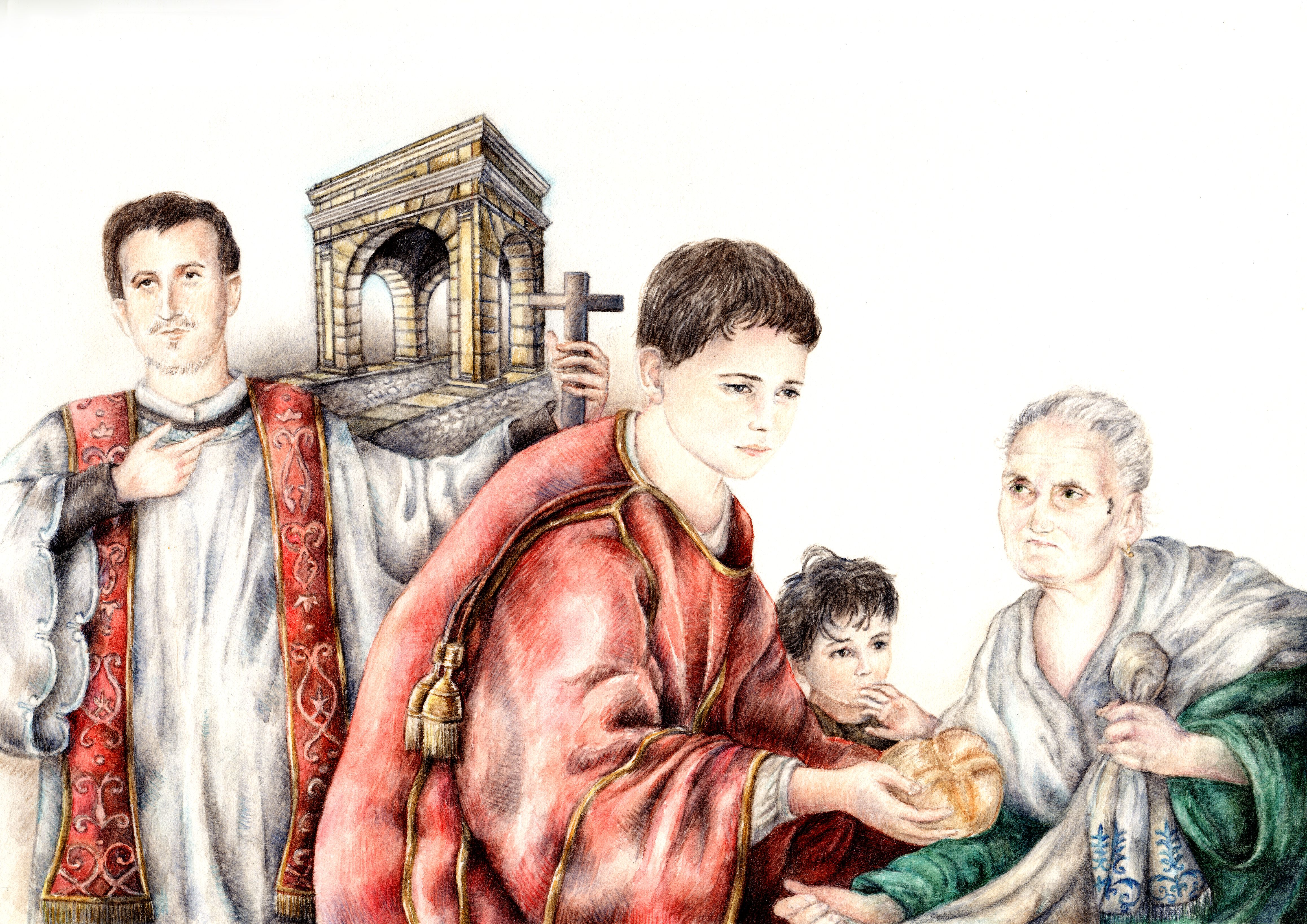
Działalność kaznodziejska św. Cezarego Diakona.
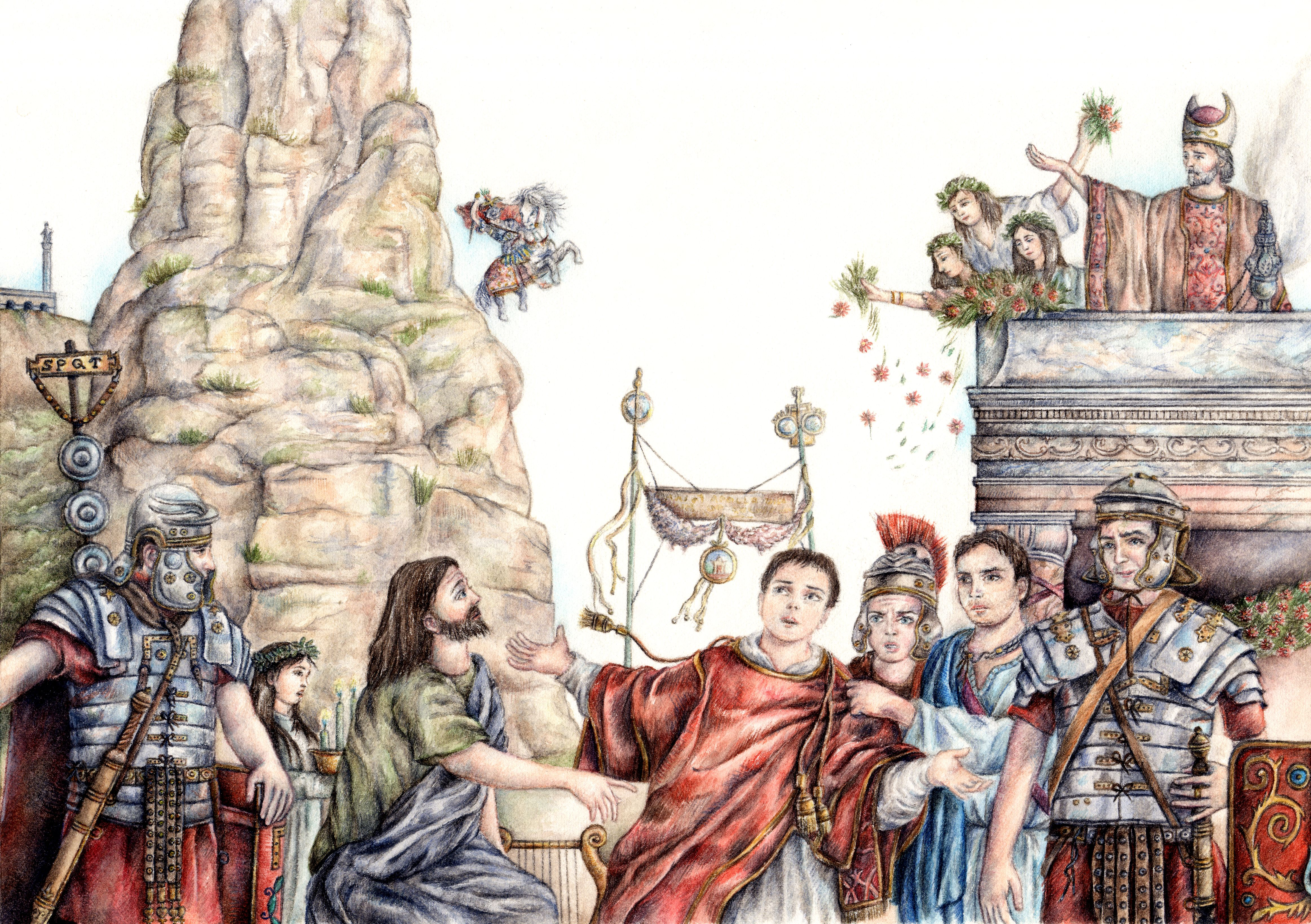
Ludzka ofiara na cześć Apollina.
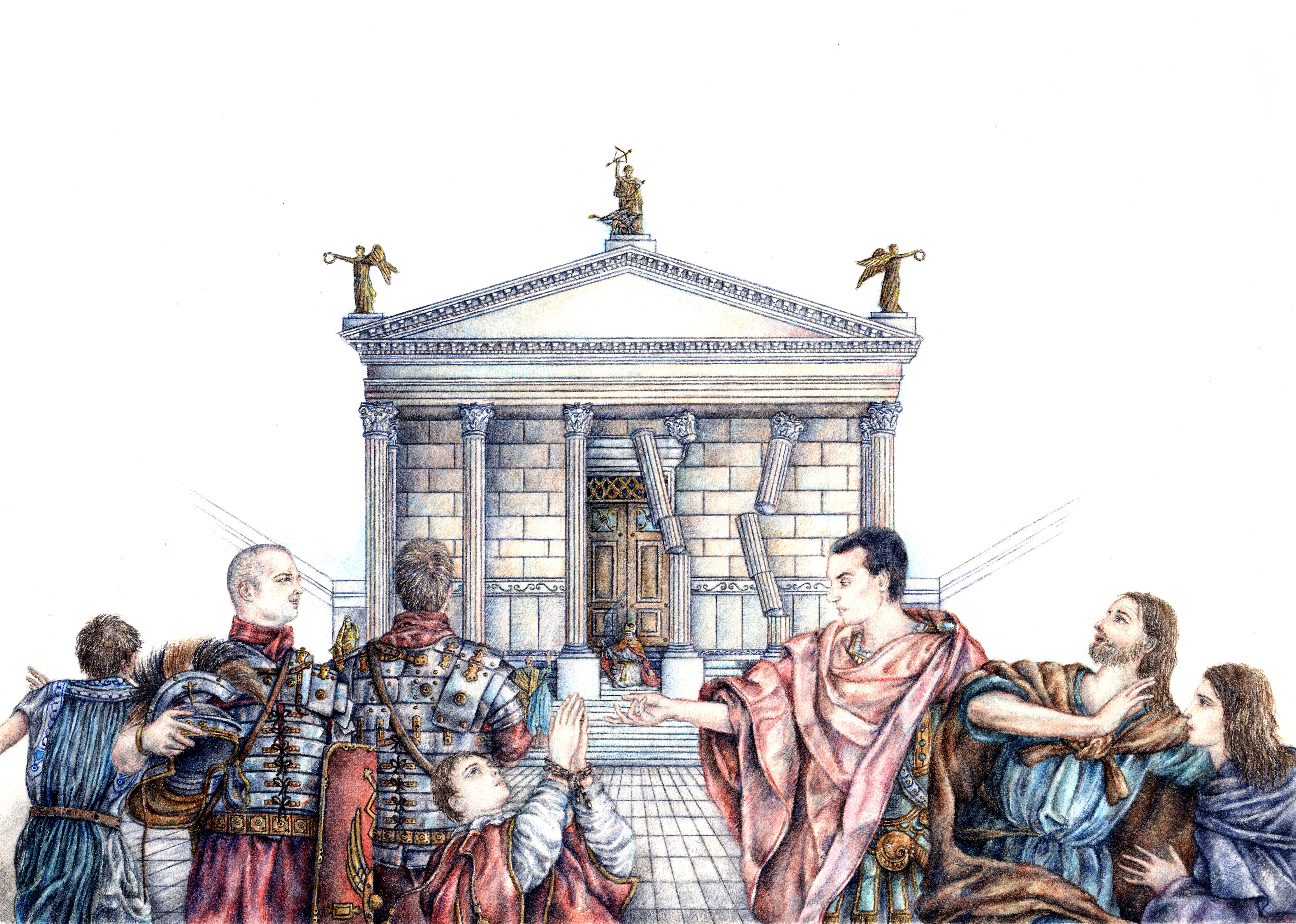
Zniszczenie Świątyni Apollina
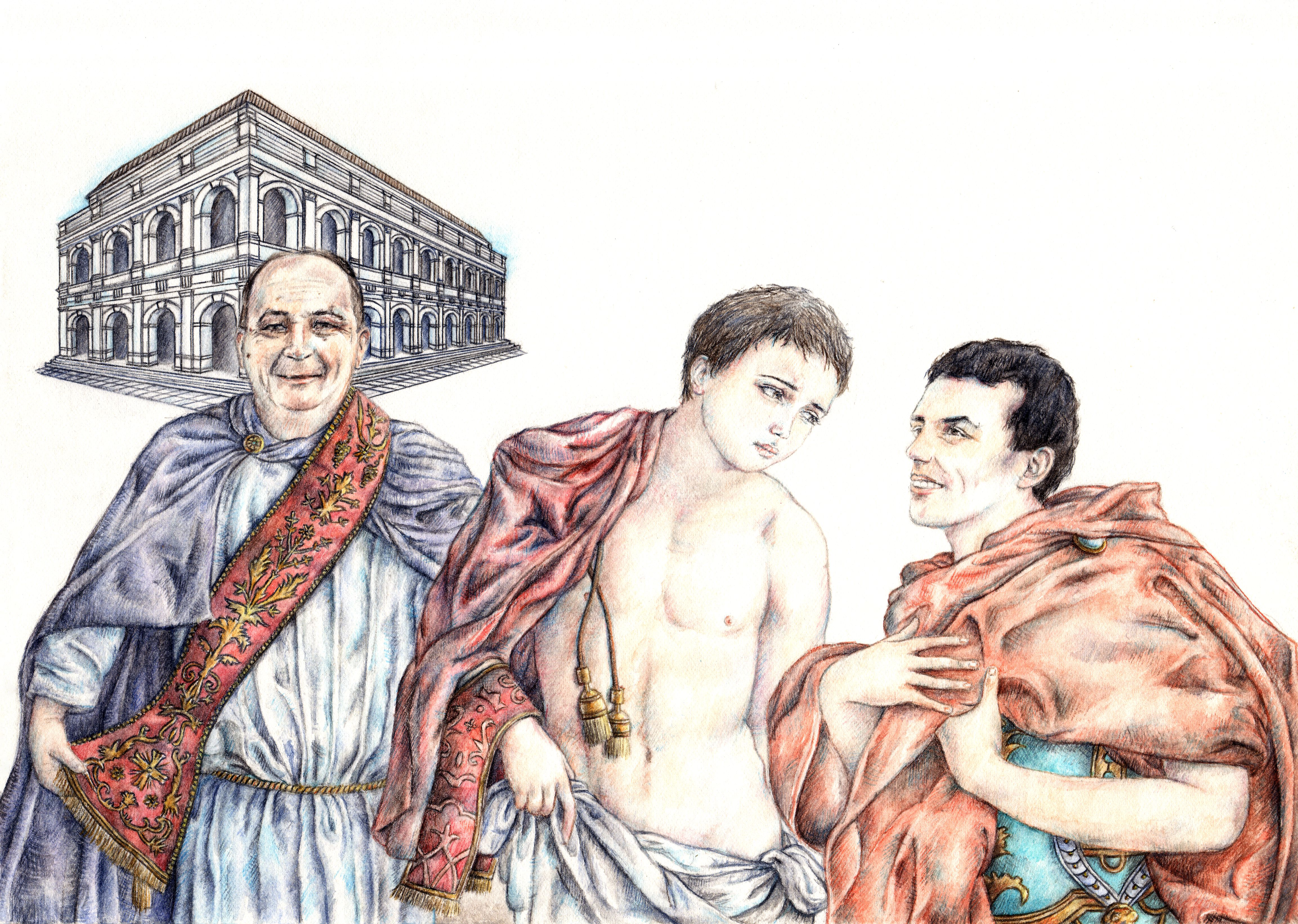
Konsul pogański konwertuje na chrześcijaństwo.
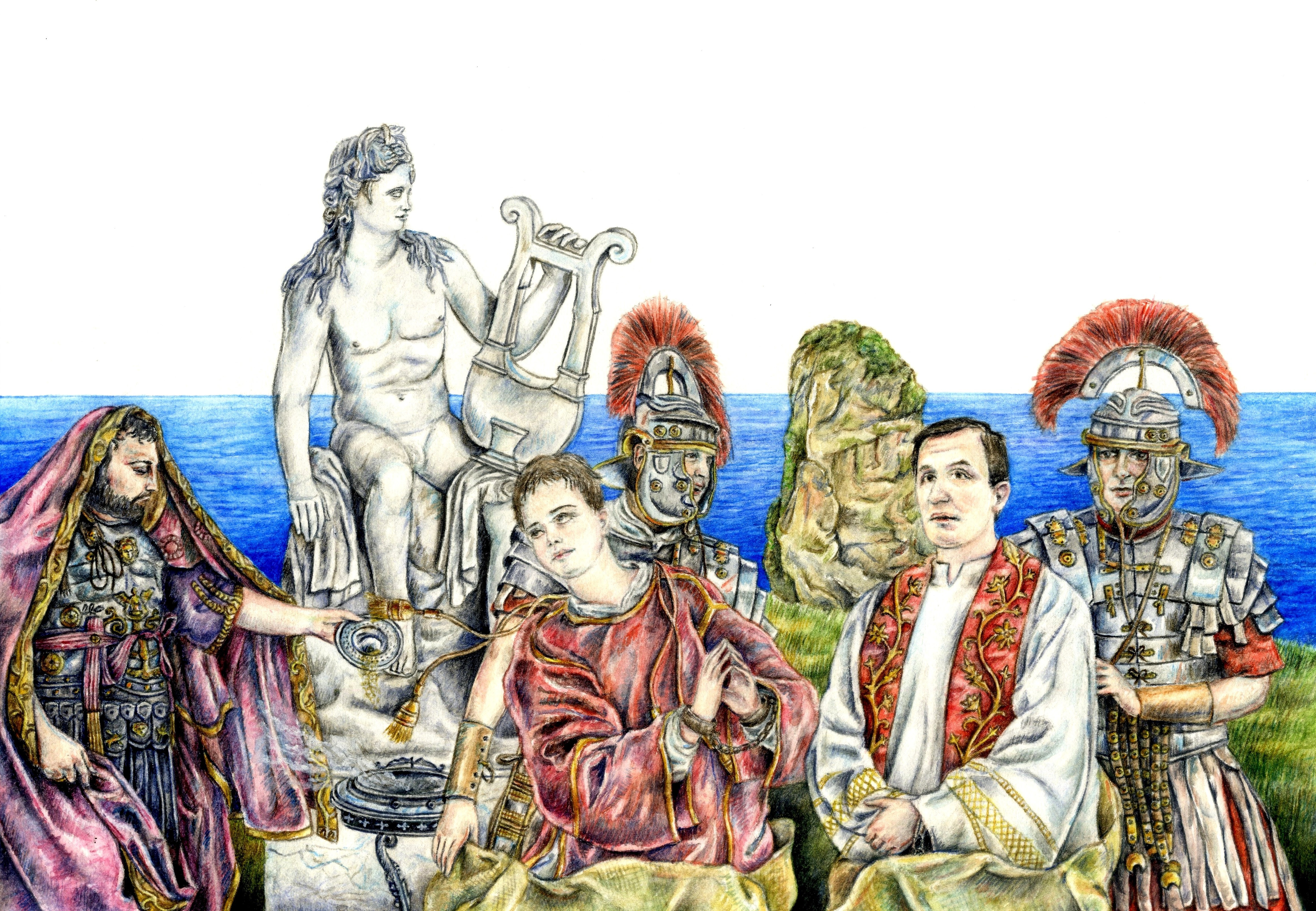
Męczeństwo św. Cezarego Diakona.
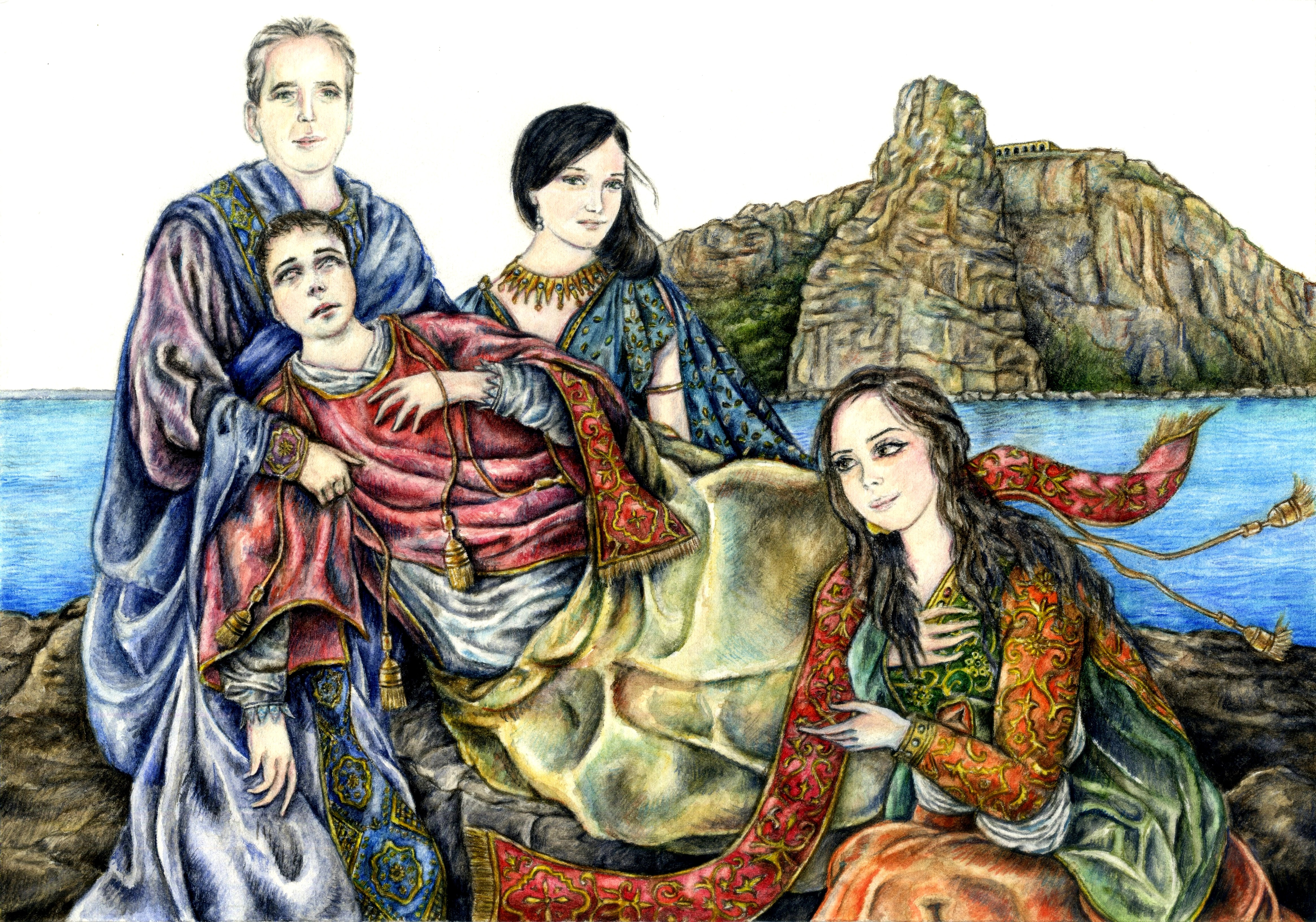
Odkrycie ciała św. Cezarego i męczennika z Terraciny.